# Pilar Brabo

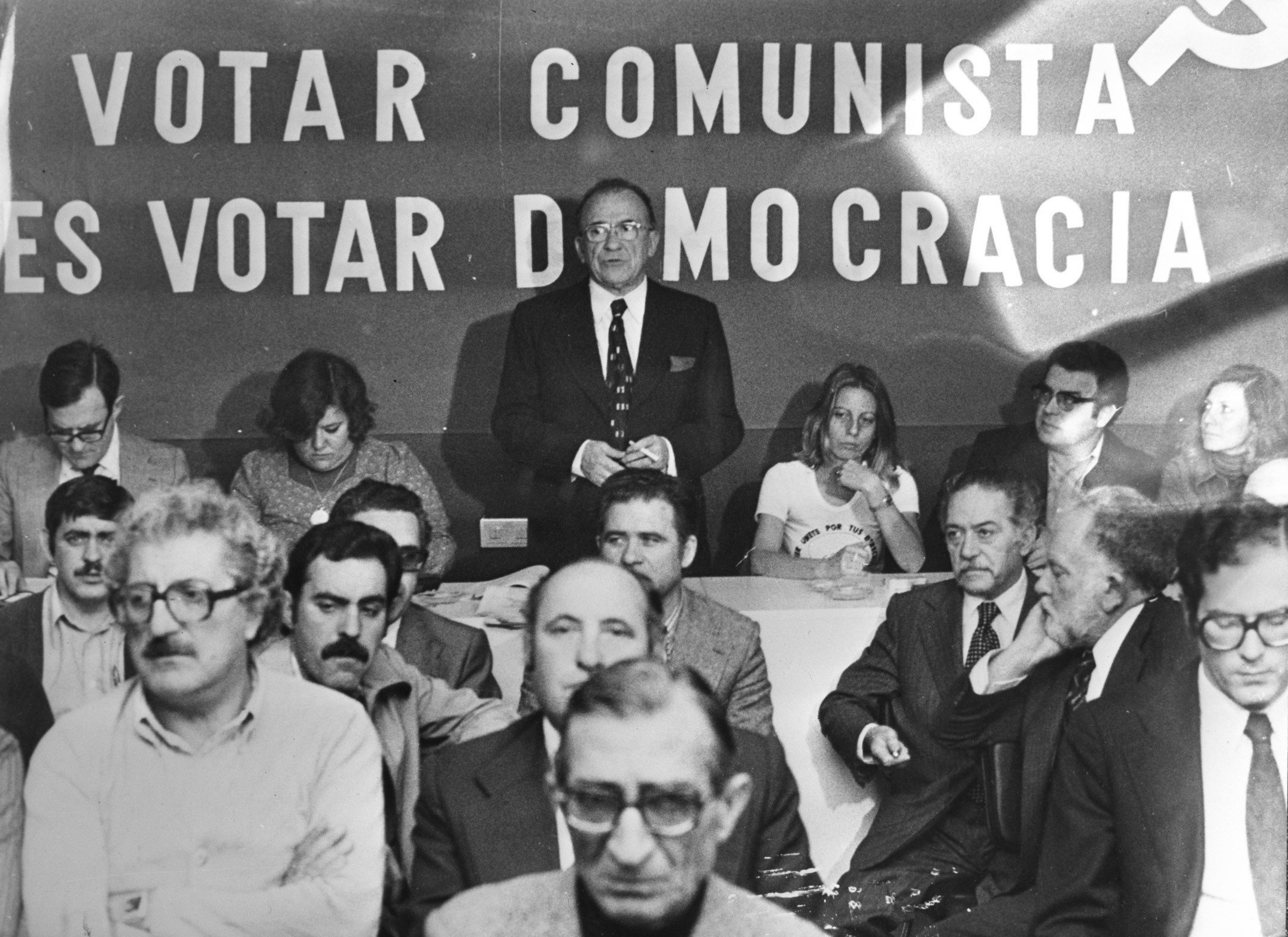
Santiago Carrillo neben Pilar Brabo, rechts, 13. Juni 1977

Pilar Brabo Castells (* 28. Februar 1943 in Madrid; † 21. Mai 1993 ebenda) war eine spanische Politikerin und Physikerin, Antifranquistin seit ihrer Studienzeit, Mitglied der Kommunistischen Partei Spaniens (PCE) und später der PSOE. Sie wurde während der Franco-Diktatur vierzehn Mal inhaftiert. Nach der Erlangung der demokratischen Freiheiten war sie Abgeordnete im spanischen Parlament, Zivilgouverneurin von Castellon und Generaldirektorin für Katastrophenschutz.

## Leben
Sie begann ihr Physikstudium auf Lehramt an der Universidad Complutense de Madrid, wo sie die ersten vier Kurse ihres Studiums abschloss und sich währenddessen auch als anti-franquistische Aktivistin hervortat. 1964 trat sie der Spanischen Demokratischen Universitätsvereinigung (Federación Universitaria Democrática Española (FUDE)) bei, 1965 der PCE. 1966 wurde eine polizeiliche Untersuchung gegen sie eingeleitet, aber sie zog nach Barcelona, wo sie ihren Abschluss machte. Schon ab 1968 gehörte sie zur Führung der PCE, sie wurde in das Zentralkomitee gewählt.
Ihr Aufstieg in der PCE beschreibt Juan Irigoyen als meteoritenhaft. Sie wurde 1970 auch zum Mitglied des Exekutivkomitees der PCE gewählt. Bereits 1978 war sie Mitglied des Zentralkomitees, des Exekutivkomitees, der Ständigen Kommission und des Sekretariats. Sie bekleidete die Positionen der Sekretärin für die Beziehungen zwischen der PCE und der Union der Kommunistischen Jugend und später für Presse, Veröffentlichungen und Propaganda.
Während des Übergangs von der Diktatur zur Demokratie verlegte sie ihre Aktivität in die Region um Valencia.
Bei den Wahlen zum spanischen Parlament wurde sie 1977 und 1979 für den Wahlbezirk Alicante als Abgeordnete gewählt.
Zu ihren parlamentarischen Aufgaben gehörten:
- Erste Sekretärin des Kulturausschusses  (11/11/1977 - 02/01/1979)
- Mitglied des Bildungsausschusses (11/11/1977 - 02/01/1979)
- Mitglied der Kommission für Inkompatibilitäten (04/08/1977 - 02/01/1979)
- Mitglied des Bildungsausschusses (24/05/1979 - 08/04/1981)
- Mitglied der Universitäts- und Forschungskommission (24/05/1979 - 08/04/1981)
- Mitglied des Bildungs- und Wissenschaftsausschusses (08/04/1981 - 10/03/1982)
- Mitglied des Kulturausschusses (11/05/1979 - 10/03/1982)
- Mitglied des Ausschusses für Bildung und Kultur(10/03/1982 - 27/08/1982)
- Mitglied des parlamentarischen Kontrollausschusses für RTVE (16/04/1980 - 15/06/1982)
- Mitglied des Untersuchungsausschusses zu RTVE (31/05/1979 - 15/06/1982)

Die Krise der Kommunistischen Partei Spaniens, motiviert durch die Konfrontation zwischen der Linie der Erneuerer, zu denen sie gehörte – die versuchte, sich der PSOE zu nähern und die Linie des Eurokommunismus sowohl politisch als auch organisatorisch zu vertiefen, und der offiziellen Position der Führung unter Santiago Carrillo verursachte Ende 1981 ihren Austritt aus der Führung der Partit Comunista del País Valencià (PCPV) und ihren Ausschluss aus dem Zentralkomitee der PCE. 1982 war der Bruch mit der Partei vollzogen.
Im April 1986 trat sie der PSOE bei, ohne bei den folgenden Wahlen zu kandidieren. 1987 wurde sie zur Zivilgouverneurin von Castellón und später, 1989, zur Generaldirektorin des Zivilschutzes (Innenministerium) ernannt, an deren Reform sie federführend beteiligt war.

## Der „demokratische Sozialismus“ nach Pilar Brabo Castells (1976)
»Unsere Vorstellung vom demokratischen Sozialismus und dem Weg dorthin durch Freiheiten ist eng mit unserer Konzeption von der Partei verbunden. Daher kann es in unseren Vorstellungen nach nichts Fremderes geben als das Bild einer Partei, die einer messianischen Vision ihrer eigenen Rolle verhaftet bleibt. (Nuestra concepción del socialismo democrático y el avance a él a traves de las libertades está estrechamente relacionado con nuestra concepción del Partido. Nada puede haber por tanto más ajeno a nuestras concepciones que la imagen de un Partido encerrado en si mismo con una visión mesiánica de su proprio papel.)«

## Kommunistische Geschichtspolitik gegenüber Pilar Brabo nach Juan Irigoyen
»Ihre Spuren werden aus dem Gedächtnis gelöscht, ihre Bilder werden entwurzelt und ihr Gedächtnis dem letzten Akt des Ungehorsams untergeordnet, bei dem sich ihre Vergangenheit neu konstituiert. Nach dem Ausstieg ist sie ein seltsamer Irrtum, während ihre Biografie auf der Achse des Bösen rekonstruiert wird. Dies ist eines der Vermächtnisse des Stalinismus. Alle Menschen, die anderer Meinung sind und aus einem mittleren sozialen Umfeld stammen, werden durch das Argument der perversen Herkunft stigmatisiert. (Sus huellas son borradas de la memoria, sus imágenes son arrancadas y su recuerdo subordinado al último acto de insubordinación, sobre el que se reconstituye su pasado. Tras la salida es un espectro extraño investido por el error, en tanto que su biografía se reconstituye sobre el eje del mal. Este es uno de los legados del estalinismo. Todas las personas que disienten y proceden de un medio social intermedio son estigmatizadas mediante el argumento del origen perverso.)«

## Schriften
- Pilar Brabo, Carmen Ortiz Corulla,  Atlas electoral de España, Servicio de Publicaciones y BOJA, Consejería de la Presidencia, Junta de Andalucía, Sevilla 1986, ISBN 84-7595-020-5